# Алехандро Морера Сото (стадион)
«Стадион Алехандро Морера Сото» (исп. Estadio Alejandro Morera Soto) — футбольный стадион в районе Эль-Льяно города Алахуэла (Коста-Рика), служащий домашней ареной для «Алахуэленсе», одного из самых успешных футбольных клубов страны. Он также является домашним стадионом для клуба «Кармелита», арендующего его у «Алахуэленсе».
Стадион, вмещающий 18 895 человек, носит имя футболиста Алехандро Мореры Сото, известного своими выступлениями за «Алахуэленсе», испанские «Барселону» и «Эркулес».

## История
Поиск подходящего места для постоянной домашней арены «Алахуэленсе» начался в 1938 году, когда директор клуба Карлос Боланьос решил приобрести для команды собственную землю. Она была куплена в 1940 году, но к проведению футбольных матчей площадка была готова только в 1942 году. 18 января 1942 года «Алахуэленсе» сыграл на ней свой первый матч, соперником был клуб «Картахинес».
27 сентября 1949 года профессор из местной средней школы Армандо Морукс Санчо организовал акцию под названием «Марш кирпичей» (исп. La marcha del ladrillo), в рамках которой каждый ученик должен был пожертвовать кирпич, чтобы помочь построить бетонные стены стадиона и начать возведение бетонных трибун. Первые построенные трибуны располагались на севере, западе и востоке от поля.
20 июля 1966 года по предложению муниципалитета Алахуэлы стадиону было присвоено имя выдающегося футболиста «Алахуэленсе» и испанской «Барселоны» Алехандро Мореры Сото. 19 марта 1970 года на стадионе прошёл первый матч в тёмное время суток, в нём «Алахуэленсе» одержал победу со счетом 4:1 над гондурасским клубом «Мотагуа».

## Международные соревнования
В 2010 году стадион «Алехандро Морера Сото» принимал у себя Чемпионат КОНКАКАФ среди девушек до 17 лет. Здесь прошли все важнейшие матчи этого турнира: оба полуфинала, матч за третье место и финал. В 2014 году на стадионе были сыграны шесть матчей Чемпионата мира по футболу среди девушек до 17 лет.
В 2022 году стадион «Алехандро Морера Сото» принял у себя 14 игр Чемпионата мира среди девушек до 20 лет, в том числе два четвертьфинальных поединка.

## Другие события
Одним из главных музыкальных событий, прошедших на стадионе, стал концерт Элтона Джона во время его турне «Made in England» в ноябре 1995 года. В 2009 году на этом стадионе выступала британская хэви-метал группа Iron Maiden. Korn и P.O.D. дали совместный концерт на стадионе в 2010 году.
На стадионе состоялись два шоу WWE: первое — SmackDown 13 февраля 2010 года, а второе — RAW 25 февраля 2011 года.